# الطاهر بن محمد الموفق المستغانمي
الطاهر بن محمد الموفق المستغانمي أو كما يعرف بالطاهر بن حوا من أشهر القضاة في بايلك الغرب ولد بمدينة مستغانم في القرن 18 م وتوفي بمدينة وهران أين أستشهد بـ 14 ديسمير 1792 م وعلى إثرها تم طرد الإسبان نهائيا من الجزائر.

## حياته

### نسبه
- الطاهر بن محمد الموفق المشهور بأمه حواء بن محمد بن قدّار بن الجيلاني بن عبد الله بن أحمد بن محمد بن عمربن عيسى التوجيني

### تعليمه
أخذ علومه ومعارفه هو وأخوه سيدي عبد الله بن محمد النسب عن شيوخ مستغانم وعلى رأسهم أخوهما الشقيق العلامة، الفقيه، الأديب، المؤرخ، الناظم محمد بن محمد الموفق بن حوا النسب الشهيربالرقيق صاحب «سبيكة العقيان فيمن في مستغانم وأحوازها من العلماء والأعيان» وغيرها من المؤلفات، وعن والدهما من قبل الشيخ محمد بن حواء النسب صاحب الغوثية الكبرى.

### وظائفه
تولى القضاء بأم العساكر- معسكر- وكان في نفس الوقت يدرس العلوم العقلية والنقلية كما كان عالما بالفقه، عارفا بالنظم، متمكنا من العقود والوثائق، مدرسا لجميع الفنون التي تلقاها عن علماء مستغانم.

## نظمه الشعر
وجد من بعض نظمه في تاريخ الجماني الذي كان تلقاه منه الشيخ أحمد بن سحنون الراشدي حين تفضل عليه بهدية أحد تآليفه في الأدب أيام الصِّبا المعروف بعقود المحاسن :

## جهاده

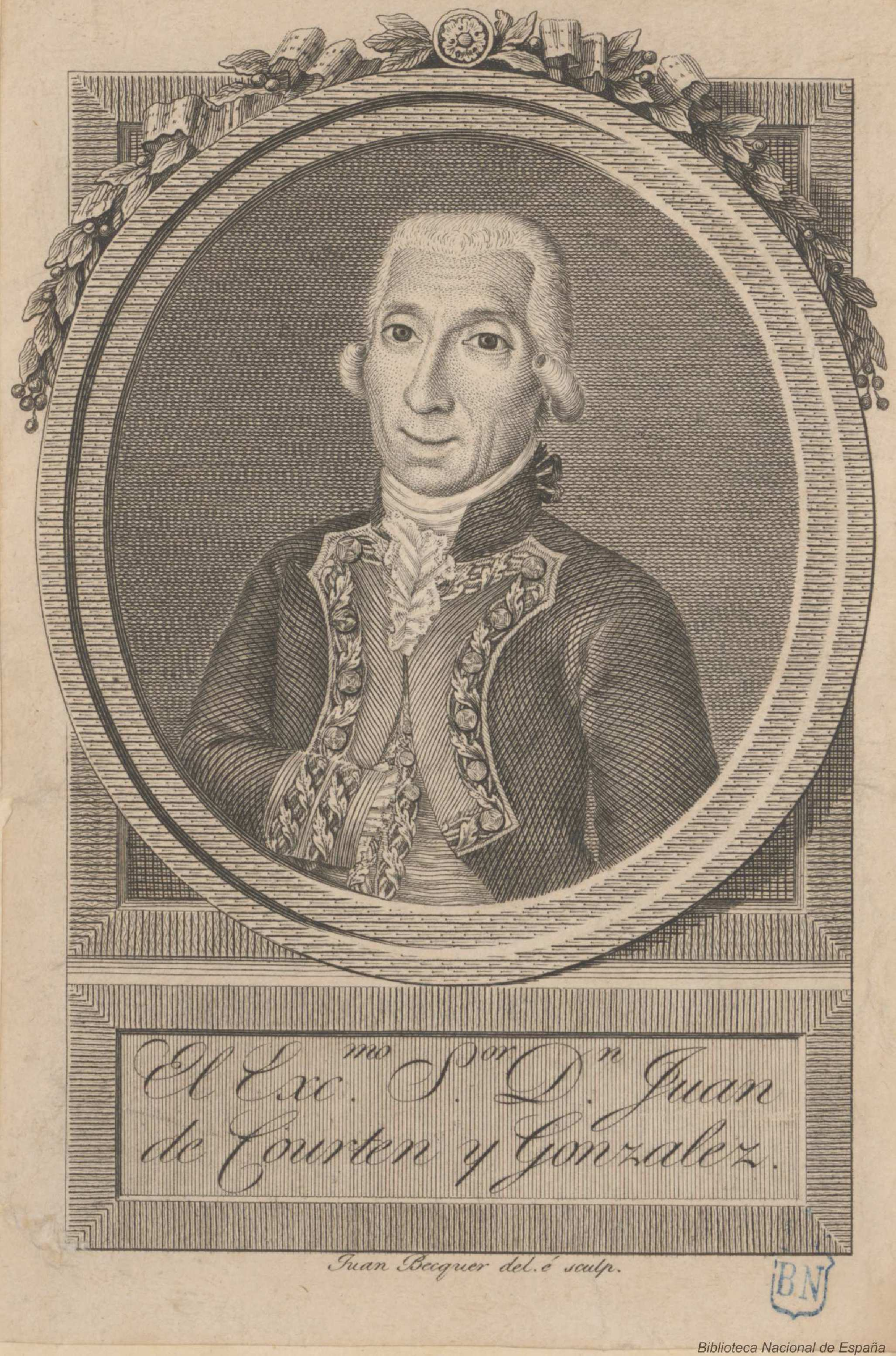
خوان كورتن آخر حاكم لمدينة وهران

أعدّ محمد بن عثمان الكبير العدّة لتحرير وهران من الإسبان، وخاف أن يبني الكفرة في مدة تجهزه بجبل المايدة ما يمنعه منهم، وهو من أكبر عوراتهم، ومحال مضراتهم، فظهر له أن يُوَجِّه له الطلبة يحمونه منهم، ويحوطونه عنهم، فدعاهم إلى ذلك ورغبهم في وافر العطاء، ومنع الناس من التدريس في المدن، وأن لا يكون تدريسٌ إلَّا في ذلك الجبل –جبل المائدة-، فانتدب لذلك جماعة منهم:
- الطاهر بن حوا.[2]
- الشيخ أبو عبد الله السيد محمَّد بن الموفق بن محمَّد بن عبد الرحمٰن بن محمَّد بن محمَّد –فتحا- المشهور بأبي جلال.
- الشيخ محمد بن علي بن الشارف المازوني المعروف بأبي طالب المازوني وغيرهم.

### استشهاده
وقعت المعركة بين جيش الطلبة وبين الإصبنيول هو فرار ثلاثة أشخاص كانوا سجناء في مدينة وهران عند الإسبان، قدم أحدهم إلى الطلبة في منطقة إيفري وأخبرهم بفرار رفقائه
الإثنين فاجتهد إذ ذاك جيش الطلبة في البحث على الإثنين، ومن الاتفاق أن الإصبنيول كان بعث أناسا في أثر الهاربين، فالتقا الجمعان ووقع القتال الشديد بين الفريقين، فما كان إلا قليلا وإذا بالرصاص والبارود انقضى من أيدي الطلبة حتى آل أمرهم إلى أسوء حال، وصاروا في ضيق شديد وكان العدو يترامي عليهم ويهجم عليهم بالقضب فالتزم الطلبة الدفع بالحجر، ولمّا بلغ هذا الخبرالمشؤوم الذي حلّ بالطلبة إلي القاضي السيد الطاهر على نصرتهم وبمجرد وصوله إليهم اختلطوا مع العدو واشتد القتال فأصيب القاضي السيد الطاهرساعة فراغ بندقيته على العدو برصاصة كسرت ذراعه ودخلت في بطنه وقد كانت جراحته مهلكة فحمل من ميدان المعركة وتوفي بعد يومين ليلة جمادى الأولى1207 الموافق 14 ديسمبر1792.

## آراء العلماء فيه
وصفه أحمد سحنون الراشدي صاحب الثغر بقوله: العلَّامة الأديب، الدَّراكة الأريب، فارس حلبة العلوم، ومُقدم أهل المنثور والمنظوم، ومِقدام ميادين الحروب، المنفس على رفقته شدائد الكروب، السيد المشذب، المخصوص بالطبع المهذب، محبنا الأصفى، وخِلُّنا الأوفى، قاضي بلدنا السيد الطاهر بن حوا، جمعنا الله به في جنة المأوى.